# La Tête en bas
La Tête en bas est un roman de Noëlle Châtelet publié en 2002 et adapté pour un spectacle de mime en 2014-2015. 

## Résumé
Paul, 40 ans, est intersexe. Il s'est fait retirer les seins et maintenant on l'appelle « Monsieur ». Enfant, sa mère le considérait fille, Denise, mais il jouait comme un garçon. Son père lui faisait mettre la tête en bas sur le trapèze et l'appelait « mon petit ». Enfant, il découvre que sa fente est plus petite que celle d'un bébé. A 10 ans, sa voix déraille, il va dans les WC des gars mais mouille ses chaussures. Alors que sa mère attend qu'il ait ses règles, il lui pousse un petit pénis. Mais il lui pousse aussi des seins. Quand il entre au collège des filles, il doit mettre une jupe. À la demande de ses parents, il choisit d'être définitivement garçon. Sa mère lui fait une jupe-culotte à braguette pour l'école. Il choisit de s'appeler Paul en lisant Paul et Virginie. Étudiant, il se lie à Max, 40 ans, se faisant femme. À 30 ans il sombre dans la drogue jusqu'à son ablation des seins à 40.

## Adaptations
Le texte est adapté au théâtre en mime par Vahram Zaryan en 2014-2015,.